# 絕妙青春
《絕妙青春》（英語：Totally Awesome）是一部由VH1製作的電視電影。它是以1980年代美國電影為主題的惡搞電影，包括熱舞17、Soul Man、渾身是勁、Some Kind of Wonderful、少女十五十六時、18歲之狼、再见人生、Lucas、紅粉佳人、小子難纏。2006年11月4日在VH1首映，之後在11月7日宣傳發行DVD。

## 演員列表
- 米基·戴 飾演 Charlie Gunderson[1]
- 多明妮克·史旺 飾演 Lori Gunderson
- 吳漢章 飾演 Mr. Yamagashi
- 克里斯·卡坦 飾演 Gabriel
- 崔弗·海恩斯 飾演 Max
- 妮姬·克萊恩 飾演 Billie
- 布蘭妮·丹尼爾 飾演 Kimberly
- 喬伊·肯恩 飾演 Kipp Vanderhoff
- 泰瑞爾·羅瑟利 飾演 Mrs. Gunderson
- 克雷格·金 飾演 Mr. Gunderson
- 崔西·摩根 飾演 Darnell
- 東·洛克 飾演 自己
- 班·史丹 飾演 自己

## 外部連結
- 互联网电影数据库（IMDb）上《絕妙青春》的资料（英文）
- AllMovie上《絕妙青春》的资料（英文）
- 《絕妙青春》預告片 （页面存档备份，存于）